# BDtv
BDtv is sinds 30 mei 2006 een regionale televisiezender op internet en op het kanaal van Tévédèr10 (TV13) in de regio van Tilburg. Het Brabants Dagblad brengt regionaal nieuws uit de provincie Noord-Brabant via de televisie en internet in de vorm van bewegende beelden.
Vanaf juni verschijnt er een e-paper (een digitale kabelkrant van het Brabants Dagblad) en wil in de toekomst een dagelijks televisiejournaal op BDtv maken. De mediawet staat dat echter nog niet toe.

## Geschiedenis
Het is niet nieuw voor het Brabants Dagblad om televisie te maken. In de jaren tachtig en negentig van de twintigste eeuw maakte het Brabants Dagblad een kabelkrant via de televisie.